# Szczypce do pierścieni Segera

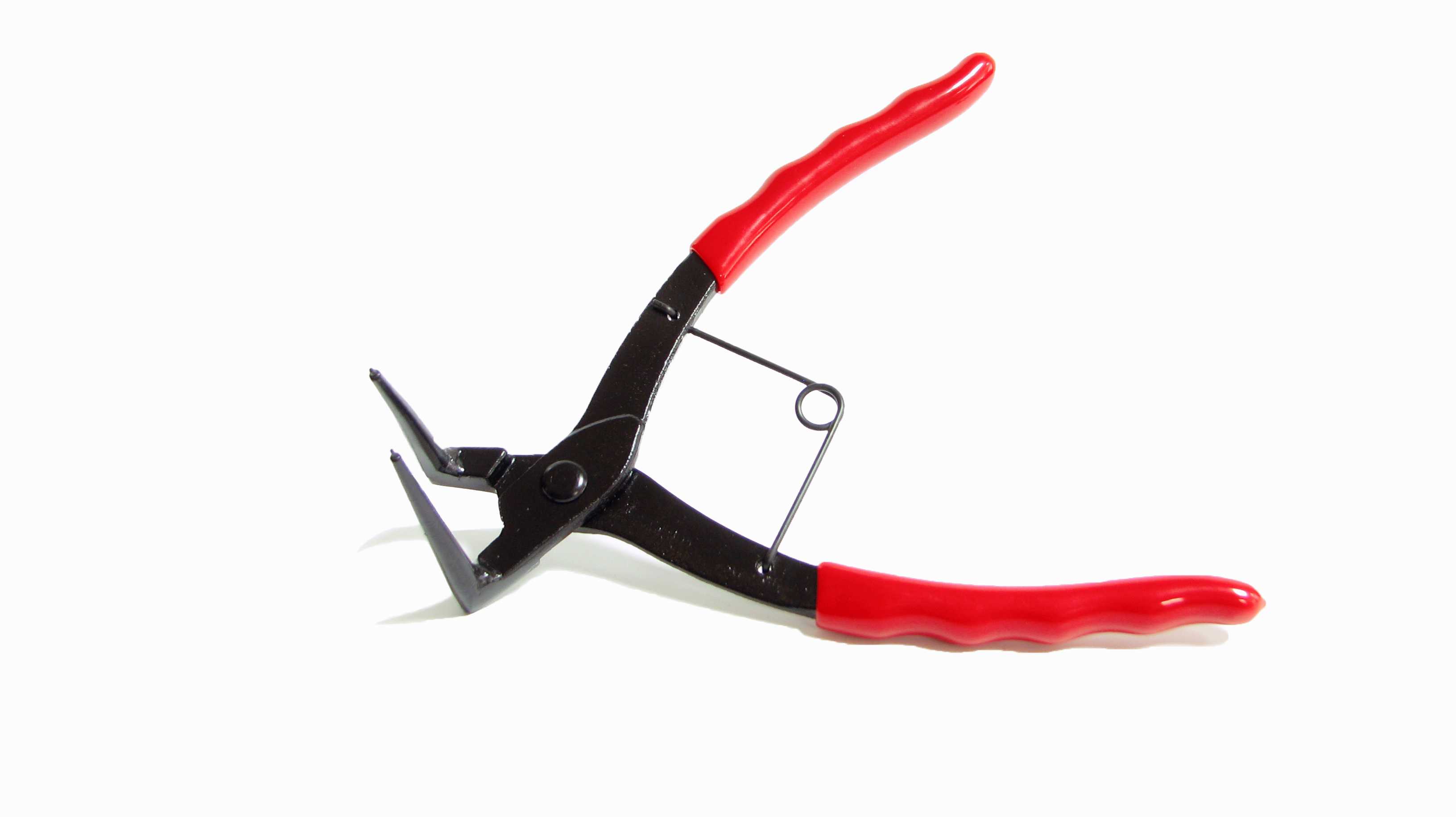
Szczypce do pierścieni Segera wygięte wewnętrzne

Szczypce do pierścieni Segera – specjalistyczne narzędzie (kleszcze) do montażu i demontażu wąskich pierścieni osadczych sprężynujących, stosowanych w wielu elementach różnorodnych maszyn, takich jak tarcze, tuleje, łożyska, koła zębate. Szczypce umożliwiają precyzyjne i sprawne założenie lub zdjęcie pierścienia osadczego bez ryzyka jego uszkodzenia. Znajdują szerokie zastosowanie w motoryzacji (np. demontaż elementów układu hamulcowego) i przemyśle. Część robocza szczypiec do pierścieni Segera wykonana jest najczęściej ze stali narzędziowej, natomiast ich rękojeść w celu zwiększenia precyzji i komfortu użytkowania pokrywa materiał antypoślizgowy.

## Rodzaje
W praktyce wyróżnia się 4 podstawowe rodzaje kleszczy do pierścieni osadczych, różniących się od siebie kształtem ramion:
- szczypce proste długie zewnętrzne
- szczypce proste długie wewnętrzne
- szczypce wygięte zewnętrzne
- szczypce wygięte wewnętrzne (polecane do zacisków hamulcowych, przy demontażu elementów układu hamulcowego)